# Tusculanae disputationes
Tusculanae disputationes (Gesprekken in Tusculum) is een werk uit 45 v.Chr. waarin Marcus Tullius Cicero in vijf boeken filosofeert over wat er nodig is om gelukkig te leven. Hij schreef het werk terwijl hij rouwde om de dood van zijn dochter Tullia en droeg het op aan Marcus Iunius Brutus, die niet veel later Caesar zou vermoorden. Met het kort ervoor geschreven De finibus bonorum et malorum is het een waardevolle bron voor de Griekse ethiek. Cicero wilde deze filosofie niet enkel ontsluiten voor zijn landgenoten, hij voegde ook eigen accenten toe om zijn leermeesters te overtreffen. De titel verwijst naar zijn landgoed in Tusculum, waar hij een eigen academie had ingericht.

## Inhoud
Een anonieme jongeman (adulescens) brengt aan het begin van elk boek een stelling naar voren, die dan in een lange monoloog wordt weerlegd door Cicero's alter ego. Na een bespreking van achtereenvolgens het verachten van de dood, het verdragen van pijn en het verlichten van depressie en andere gemoedsaandoeningen, betoogt Cicero ten slotte dat het leiden van een moreel hoogstaand leven volstaat om ook gelukkig te leven.

## Nederlandse vertaling
- Marcus Tullius Cicero, Gesprekken in Tusculum, vertaald, ingeleid en van aantekeningen voorzien door Cornelis Verhoeven, 1980. ISBN 9789026305092